# Julius Spriestersbach
Julius Spriestersbach (* 20. November 1871 in Reichenberg, Kreis St. Goarshausen/Rhein; † 27. September 1945 in Remscheid) war ein deutscher Lehrer. In seiner Freizeit betätigte er sich als Geologe und Paläontologe.

## Leben
Julius Spriestersbach wurde als Sohn des Bürgermeisters Philipp Martin Spriestersbach und seiner Ehefrau Elisabeth Katharina, geborene Brodt, in Reichenberg geboren.
Er war verheiratet mit Ella, geborene Platte, und hatte mit ihr zwei Söhne.
Julius Spriestersbach unterrichtete von 1891 bis 1895 in Bornich am Rhein, danach bis 1899 in Solingen-Wald. Zum Mai 1899 wechselte er an die Volksschule Stachelhausen, im Oktober 1911 an die Volksschule in Reinshagen. Ab 1. Oktober 1930 war er dort Hauptlehrer. Vom 1. April 1931 bis zum 31. März 1934 war er Rektor der Remscheider Daniel-Schürmann-Schule und trat anschließend in den Ruhestand.
Ab 1919 hielt er an der Volkshochschule Vorträge über Geologie und Paläontologie und leitete entsprechende Exkursionen.

## Wissenschaftliches Werk
Bereits im Hunsrück begann er zusammen mit Alexander Fuchs Fossilien zu sammeln, zusammen mit dem späteren Landesgeologen verfasste er auch 1909 bei der Preußischen Geologischen Landesanstalt sein erstes Buch.
Den Begriff der Remscheider Schichten führte er in die Geologie ein, er zeigte anhand der besonderen Flora und Fauna, dass diese in Remscheid zu Tage tretenden Schichten in Europa nicht nochmals auftreten. Er hat alleine 140 devonische Fossilien entdeckt und erstmals beschrieben.
Auf Anregung von Hans Philipp, Leiter des Instituts für Geologie und Mineralogie der Universität zu Köln, fasste er seine Erkenntnisse auch in dem 1924 erschienenen Buch Die Oberkoblenzschichten des Bergischen Landes und Sauerlandes zusammen. Dieses Buch ist auch heute noch ein Leitfaden der Devon-Forschung.

## Julius Spriestersbach Sammlung
Die Sammlung Julius Spriestersbachs war wegen der Exaktheit ihrer wissenschaftlichen Dokumentation und der dadurch ermöglichten ausführlichen Beschreibung des Bergisch-Sauerländischen Devons bemerkenswert. Die Sammlung umfasste mehr als 15.000 Fossilien, die zum größten Teil von der Preußischen Geologischen Landesanstalt eingefordert worden waren und sich während des Zweiten Weltkrieges in Berlin befanden.
Nach dem Zweiten Weltkrieg wurde dieser Teil der Sammlung nach Sankt Petersburg gebracht. Erst 1958 wurde ein Teil davon dem Museum für Naturkunde der Humboldt-Universität zu Berlin übergeben. Dieser Teil wird heute nicht mehr als Julius Spriestersbach Sammlung ausgewiesen. Etwa 3.600 Fossilien sind jedoch verloren gegangen.
In einem kleinen Teil seiner Sammlung, die sich mittlerweile im Historischen Zentrum befindet, finden sich 140 Fossilien aus dem Devon, davon 83 versteinerte Muscheln aus der Gruppe der in Remscheid häufig auftretenden Gattung Montanaria.

## Ehrungen
Nach Julius Spriestersbach ist in Remscheid die Julius-Spriestersbach-Straße und die Katholische Julius-Spriestersbach-Grundschule benannt worden.
Für die wissenschaftliche Erforschung der heimatlichen Berge wurde er am 22. Februar 1926 von der philosophischen Fakultät der Universität Köln zum Dr. h. c. ernannt.

## Werke
- Fauna der Remscheider Schichten, Preußische Geologische Landesanstalt, Berlin 1909 (mit Alexander Fuchs)
- Neue oder wenig bekannte Versteinerungen aus dem Devon, besonders aus dem Lenneschiefer, Preußische Geologische Landesanstalt, Berlin 1915
- Neue Versteinerungen aus dem Lenneschiefer, Preußische Geologische Landesanstalt, Berlin 1919
- Die Oberkoblenzschichten des Bergischen Landes und Sauerlandes, 1924
- Beitrag zur Kenntnis der ... Fauna des rheinischen Devon, 1935
- Lenneschiefer – Stratigraphie, Facies und Fauna, 1942